# Benidorm Fest 2022
El Benidorm Fest 2022 va ser la primera edició del certamen de Radiotelevisió Espanyola en el qual es va seleccionar la cançó que va representar Espanya al Festival de la Cançó d'Eurovisió 2022. La final es va celebrar el 29 de gener de 2022 al Palau d'Esports L'Illa de Benidorm de la localitat homònima, la qual va comptar amb dues semifinals prèvies dutes a terme a la mateixa seu els dies 26 i 27 de gener. Els presentadors van ser Inés Hernand, Màxim Huerta i Alaska. Així mateix, la cançó guanyadora i, per tant, representant d'Espanya en Eurovisió, va ser «SloMo» de Chanel.

## Estructura
La competició consisteix en dues semifinals i una final. En total competeixen 14 cançons aspirants dividides entre les dues semifinals, és a dir, hi participen 7 en cadascuna. En cada semifinal, les quatre cançons més votades entre el jurat professional nacional (30 %) i internacional (20 %), el panell demoscòpic (25 %) i el televot (25 %), passen directament a la final. En aquesta final, les vuit cançons classificades tornen a ser interpretades per a determinar quina serà la representant d'Espanya al Festival de la Cançó d'Eurovisió 2022, d'acord amb el mateix sistema de votació que en les gales anteriors.

## Presentadors i jurat

### Presentadors
| Presentador  | Professió                                        |
| ------------ | ------------------------------------------------ |
| Alaska       | Cantant                                          |
| Inés Hernand | Presentadora i humorista                         |
| Màxim Huerta | Presentador de televisió, periodista i escriptor |

### Presentadors d'espais derivats

#### BeFest Stars
| Presentadora | Professió | Informació                                                         |
| ------------ | --------- | ------------------------------------------------------------------ |
| Alaska       | Cantant   | Gala especial nadalenca amb els concursants del Benidorm Fest 2022 |

### Jurat
| Membre                      | Professió                                |
| --------------------------- | ---------------------------------------- |
| Estefanía García (portaveu) | Coordinadora de l'Orquestra i Cor d'RTVE |
| Felix Bergsson              | Cap de delegació d'Islàndia en Eurovisió |
| Marvin Dietmann             | Escenògraf                               |
| Miryam Benedited            | Coreògrafa                               |
| Natalia Calderón            | Cantant, actriu i coach vocal            |

## Selecció de participants
El 29 de setembre de 2021, RTVE va obrir un termini d'un mes (posteriorment prorrogat fins al 10 de novembre) perquè artistes, autors i compositors enviessin les seves propostes a la corporació pública de ràdio i televisió, mentre que la mateixa emissora es va reservar una invitació directa a cantants i autors de renom de l'escena musical actual. Tant la valoració de les candidatures com les invitacions es van realitzar en col·laboració amb els assessors musicals J Cruz, Tony Sánchez-Ohlsson i Zahara.
El concurs estava obert a intèrprets, grups i autors que tinguessin almenys 16 anys abans de maig de 2022, i que havien de ser de nacionalitat espanyola o tenir residència permanent a Espanya (en el cas de duos o grups, almenys el 50 % dels membres havien de complir amb aquesta condició). Els cantants només van poder presentar una sol·licitud, encara que els compositors van tenir la possibilitat de presentar una cançó com a autors principals i dues cançons addicionals com a coautors.
En una roda de premsa celebrada el 22 de novembre de 2021, la cap de la delegació espanyola, Eva Mora, va declarar que s'havien rebut 692 presentacions a través del formulari en línia i que 194 cançons van ser enviades per artistes convidats directament per RTVE, amb un total de 886. Posteriorment, els noms dels concursants van ser anunciats oficialment per RTVE el 10 de desembre de 2021.

### Cançons
Les cançons havien de ser originals i no haver estat publicades, interpretades o distribuïdes, totalment o parcialment, abans de setembre de l'any anterior al Festival d'Eurovisió (d'acord amb les regles del certamen). A més, la cançó havia de durar entre 2 minuts i mig i 3 minuts, i havia d'incloure almenys el 65 % de la lletra en castellà i/o llengües cooficials d'Espanya.

### Artistes
Es van seleccionar 14 candidats (inicialment es va pensar que fossin12), dels quals almenys dos havien de ser d'aquells que es van registrar en la web. Per a triar als participants, es va tenir en compte la paritat de gènere, la combinació de referències musicals amb nous talents i la varietat d'estils.

## Participants
| Artista/es        | Cançó                  | Idioma                                        | Compositors                                                                                 | Escenografia              |
| ----------------- | ---------------------- | --------------------------------------------- | ------------------------------------------------------------------------------------------- | ------------------------- |
| Azúcar Moreno     | «Postureo»             | Castellà                                      | Miguel Linde, Alberto Lorite, David Parejo                                                  |                           |
| Blanca Paloma     | «Secreto de agua»      | Castellà                                      | Blanca Paloma, Antón Serrats, Tomás Virgós, Pablo Serrano                                   | Blanca Paloma             |
| Chanel            | «SloMo»                | Castellà i anglès                             | Leroy Sanchez, Keith Harris, Ibere Fortes, Maggie Szabo, Arjen Thonen                       | Kyle Hanagami             |
| Gonzalo Hermida   | «Quién lo diría»       | Castellà                                      | Gonzalo Hermida, David Santisteban                                                          |                           |
| Javiera Mena      | «Culpa»                | Castellà                                      | Javiera Mena                                                                                | Laura Indigo              |
| Luna Ki           | «Voy a morir»          | Castellà, anglès i francès                    | Luna Górriz, Miguel García, Vanity Vercetti, Alejandro Fierro                               |                           |
| Marta Sango       | «Sigues en mi mente»   | Castellà                                      | Marta Sango, Marco Frías, Mané López                                                        | Kiko Alcázar              |
| Rayden            | «Calle de la llorería» | Castellà                                      | David Martínez Álvarez, François Le Goffic                                                  | Javier Pageo              |
| Rigoberta Bandini | «Ay mamá»              | Castellà                                      | Rigoberta Bandini, Esteban Navarro Dordal, Stefano Maccarrone                               |                           |
| Sara Deop         | «Make You Say»         | Anglès i castellà                             | Leroy Sanchez, Camille Purcell, Linus Nordstrom, Frank Nobel                                |                           |
| Tanxugueiras      | «Terra»                | Gallec, català, basc, asturlleonès i castellà | Olaia Maneiro Argibay, Sabela Maneiro Argibay, Aida Tarrío Torrado, Iago Pico Freire        | Laura Iturralde, PlayPlan |
| Unique            | «Mejores»              | Castellà                                      | Marco Dettoni, Manu Chalud, Armando Valenzuela, Carlos Almazán, Javier López, Raúl Madroñal |                           |
| Varry Brava       | «Rafaella»             | Castellà                                      | Óscar Ferrer, Aaron Sáez, Vicente Illescas                                                  |                           |
| Xeinn             | «Eco»                  | Castellà i anglès                             | Carlos Marco, Jimmy Jansson, Marcus Winther-John, Thomas G:son                              |                           |

## Convidats
| Gala        | Convidat(s)     | Informació                                        | Cançó / actuació                                                                            |
| ----------- | --------------- | ------------------------------------------------- | ------------------------------------------------------------------------------------------- |
| Semifinal 1 | Salvador Sobral | Cantant, guanyador d'Eurovisió 2017               | «Fui ver meu amor»                                                                          |
| Semifinal 1 | Marlon          | Grup musical                                      | «De perreo»                                                                                 |
| Semifinal 2 | Ruth Lorenzo    | Cantant, representant d'Espanya en Eurovisió 2014 | «Bailar pegados» (versió del tema representant d'Espanya en Eurovisió 1991 de Sergio Dalma) |
| Semifinal 2 | Niña Polaca     | Grup musical                                      | «Nora»                                                                                      |
| Final       | Pastora Soler   | Cantant, representant d'Espanya en Eurovisió 2012 | «Quédate conmigo»                                                                           |
| Final       | Pastora Soler   | Cantant, representant d'Espanya en Eurovisió 2012 | «Que hablen de mí»                                                                          |
| Final       | Nia Correia     | Cantant                                           | «Me muero de risa»                                                                          |
| Final       | Nyno Vargas     | Cantant                                           | «Me muero de risa»                                                                          |

## Festival

### Semifinals

#### Semifinal 1
| 1a Semifinal – 26 de gener de 2022 | 1a Semifinal – 26 de gener de 2022 | 1a Semifinal – 26 de gener de 2022 | 1a Semifinal – 26 de gener de 2022 | 1a Semifinal – 26 de gener de 2022 | 1a Semifinal – 26 de gener de 2022 | 1a Semifinal – 26 de gener de 2022 | 1a Semifinal – 26 de gener de 2022 | 1a Semifinal – 26 de gener de 2022 | 1a Semifinal – 26 de gener de 2022 | 1a Semifinal – 26 de gener de 2022 | 1a Semifinal – 26 de gener de 2022 | 1a Semifinal – 26 de gener de 2022 |
| Ordre                              | Artista(es)                        | Cançó                              | Jurat (50%)                        | Jurat (50%)                        | Públic (50%)                       | Públic (50%)                       | Públic (50%)                       | Públic (50%)                       | Públic (50%)                       | Públic (50%)                       | Puntuació total                    | Posició final                      |
| Ordre                              | Artista(es)                        | Cançó                              | Puntuació                          | Posició                            | Panell demoscòpic (25%)            | Posició del panell                 | Televot (25%)                      | Posició del televot                | Puntuació d'ambdós segments        | Posició del públic                 | Puntuació total                    | Posició final                      |
| ---------------------------------- | ---------------------------------- | ---------------------------------- | ---------------------------------- | ---------------------------------- | ---------------------------------- | ---------------------------------- | ---------------------------------- | ---------------------------------- | ---------------------------------- | ---------------------------------- | ---------------------------------- | ---------------------------------- |
| 01                                 | Luna Ki                            | «Voy a morir»                      | Candidatura retirada               | Candidatura retirada               | Candidatura retirada               | Candidatura retirada               | Candidatura retirada               | Candidatura retirada               | Candidatura retirada               | Candidatura retirada               | Candidatura retirada               | Candidatura retirada               |
| 02                                 | Varry Brava                        | «Raffaella»                        | 39                                 | 3a                                 | 15                                 | 5a                                 | 20                                 | 3a                                 | 35                                 | 4a                                 | 74                                 | 4a                                 |
| 03                                 | Azúcar Moreno                      | «Postureo»                         | 39                                 | 4a                                 | 18                                 | 4a                                 | 12                                 | 6a                                 | 30                                 | 5a                                 | 69                                 | 5a                                 |
| 04                                 | Blanca Paloma                      | «Secreto de agua»                  | 41                                 | 2a                                 | 20                                 | 3a                                 | 18                                 | 4a                                 | 38                                 | 3a                                 | 79                                 | 3a                                 |
| 05                                 | Unique                             | «Mejores»                          | 28                                 | 6a                                 | 12                                 | 6a                                 | 15                                 | 5a                                 | 27                                 | 6a                                 | 55                                 | 6a                                 |
| 06                                 | Tanxugueiras                       | «Terra»                            | 38                                 | 5a                                 | 25                                 | 2 ª                                | 30                                 | 1a                                 | 55                                 | 1a                                 | 93                                 | 2a                                 |
| 07                                 | Chanel                             | «SloMo»                            | 55                                 | 1a                                 | 30                                 | 1a                                 | 25                                 | 2a                                 | 55                                 | 1a                                 | 110                                | 1a                                 |

#### Semifinal 2
| 1a Semifinal – 27 de gener de 2022 | 1a Semifinal – 27 de gener de 2022 | 1a Semifinal – 27 de gener de 2022 | 1a Semifinal – 27 de gener de 2022 | 1a Semifinal – 27 de gener de 2022 | 1a Semifinal – 27 de gener de 2022 | 1a Semifinal – 27 de gener de 2022 | 1a Semifinal – 27 de gener de 2022 | 1a Semifinal – 27 de gener de 2022 | 1a Semifinal – 27 de gener de 2022 | 1a Semifinal – 27 de gener de 2022 | 1a Semifinal – 27 de gener de 2022 | 1a Semifinal – 27 de gener de 2022 |
| Ordre                              | Artista(es)                        | Cançó                              | Jurat (50%)                        | Jurat (50%)                        | Públic (50%)                       | Públic (50%)                       | Públic (50%)                       | Públic (50%)                       | Públic (50%)                       | Públic (50%)                       | Puntuació total                    | Posició final                      |
| Ordre                              | Artista(es)                        | Cançó                              | Puntuació                          | Posició                            | Panell demoscòpic (25%)            | Posició del panell                 | Televot (25%)                      | Posició del televot                | Puntuació d'ambdós segments        | Posició del públic                 | Puntuació total                    | Posició final                      |
| ---------------------------------- | ---------------------------------- | ---------------------------------- | ---------------------------------- | ---------------------------------- | ---------------------------------- | ---------------------------------- | ---------------------------------- | ---------------------------------- | ---------------------------------- | ---------------------------------- | ---------------------------------- | ---------------------------------- |
| 01                                 | Xeinn                              | «Eco»                              | 46                                 | 2a                                 | 15                                 | 5a                                 | 20                                 | 3a                                 | 35                                 | 4a                                 | 81                                 | 3a                                 |
| 02                                 | Marta Sango                        | «Sigues en mi mente»               | 36                                 | 4a                                 | 12                                 | 6a                                 | 15                                 | 5a                                 | 27                                 | 6a                                 | 63                                 | 5a                                 |
| 03                                 | Javiera Mena                       | «Culpa»                            | 28                                 | 5a                                 | 10                                 | 7a                                 | 12                                 | 6a                                 | 22                                 | 7a                                 | 50                                 | 6a                                 |
| 04                                 | Gonzalo Hermida                    | «Quién lo diría»                   | 28                                 | 6a                                 | 30                                 | 1a                                 | 18                                 | 4a                                 | 48                                 | 2a                                 | 76                                 | 4a                                 |
| 05                                 | Rigoberta Bandini                  | «Ay mamá»                          | 56                                 | 1a                                 | 25                                 | 2a                                 | 30                                 | 1a                                 | 55                                 | 1a                                 | 111                                | 1a                                 |
| 06                                 | Rayden                             | «Calle de la llorería»             | 45                                 | 3a                                 | 20                                 | 3a                                 | 25                                 | 2a                                 | 45                                 | 3a                                 | 90                                 | 2a                                 |
| 07                                 | Sara Deop                          | «Make You Say»                     | 21                                 | 7a                                 | 18                                 | 4a                                 | 10                                 | 7a                                 | 28                                 | 5a                                 | 49                                 | 7a                                 |

### Final
| Final – 29 de gener de 2022 | Final – 29 de gener de 2022 | Final – 29 de gener de 2022 | Final – 29 de gener de 2022 | Final – 29 de gener de 2022 | Final – 29 de gener de 2022 | Final – 29 de gener de 2022 | Final – 29 de gener de 2022 | Final – 29 de gener de 2022 | Final – 29 de gener de 2022 | Final – 29 de gener de 2022 | Final – 29 de gener de 2022 | Final – 29 de gener de 2022 | Final – 29 de gener de 2022 | Final – 29 de gener de 2022 |
| Ordre                       | Artista(es)                 | Cançó                       | Jurat (50%)                 | Jurat (50%)                 | Públic (50%)                | Públic (50%)                | Públic (50%)                | Públic (50%)                | Públic (50%)                | Públic (50%)                | Públic (50%)                | Públic (50%)                | Puntuació total             | Posició final               |
| Ordre                       | Artista(es)                 | Cançó                       | Puntuació                   | Posició                     | Panell demoscòpic (25%)     | Percentatge del panell      | Posició del panell          | Televot (25%)               | Percentatge del televot     | Posició del televot         | Puntuació d'ambdós segments | Posició del públic          | Puntuació total             | Posició final               |
| --------------------------- | --------------------------- | --------------------------- | --------------------------- | --------------------------- | --------------------------- | --------------------------- | --------------------------- | --------------------------- | --------------------------- | --------------------------- | --------------------------- | --------------------------- | --------------------------- | --------------------------- |
| 1                           | Rayden]                     | «Calle de la llorería»      | 37                          | 4a                          | 15                          | 12,17%                      | 5a                          | 15                          | 2,12%                       | 5a                          | 30                          | 4a                          | 67                          | 4a                          |
| 2                           | Tanxugueiras                | «Terra»                     | 30                          | 5a                          | 30                          | 14,59%                      | 1a                          | 30                          | 70,75%                      | 1a                          | 60                          | 1a                          | 90                          | 3a                          |
| 3                           | Varry Brava                 | «Raffaella»                 | 25                          | 7a                          | 12                          | 11,39%                      | 6a                          | 18                          | 2,26%                       | 4a                          | 30                          | 4a                          | 55                          | 6a                          |
| 4                           | Chanel                      | «SloMo»                     | 51                          | 1a                          | 25                          | 13,88%                      | 2a                          | 20                          | 3,97%                       | 3a                          | 45                          | 2a                          | 96                          | 1a                          |
| 5                           | Rigoberta Bandini           | «Ay mamá»                   | 46                          | 2a                          | 20                          | 13,52%                      | 3a                          | 25                          | 18,08%                      | 2a                          | 45                          | 2a                          | 91                          | 2a                          |
| 6                           | Xeinn                       | «Eco»                       | 30                          | 6a                          | 5                           | 10,92%                      | 8a                          | 10                          | 1,01%                       | 7a                          | 15                          | 8a                          | 45                          | 7a                          |
| 7                           | Gonzalo Hermida             | «Quién lo diría»            | 12                          | 8a                          | 18                          | 12,62%                      | 4a                          | 5                           | 0,76%                       | 8a                          | 23                          | 6a                          | 35                          | 8a                          |
| 8                           | Blanca Paloma               | «Secreto de agua»           | 39                          | 3a                          | 10                          | 10,92%                      | 7a                          | 12                          | 1,04%                       | 6a                          | 22                          | 7a                          | 61                          | 5a                          |

| Vot detallat del jurat expert | Vot detallat del jurat expert | Vot detallat del jurat expert | Vot detallat del jurat expert | Vot detallat del jurat expert | Vot detallat del jurat expert | Vot detallat del jurat expert | Vot detallat del jurat expert |
| Ordre                         | Cançó                         | Jurat 1                       | Jurat 2                       | Jurat 3                       | Jurat 4                       | Jurat 5                       | Total                         |
| ----------------------------- | ----------------------------- | ----------------------------- | ----------------------------- | ----------------------------- | ----------------------------- | ----------------------------- | ----------------------------- |
| 1                             | «Calle de la llorería»        | 8                             | 10                            | 7                             | 6                             | 6                             | 37                            |
| 2                             | «Terra»                       | 10                            | 7                             | 4                             | 7                             | 2                             | 30                            |
| 3                             | «Raffaella»                   | 6                             | 5                             | 5                             | 4                             | 5                             | 25                            |
| 4                             | «SloMo»                       | 7                             | 12                            | 12                            | 8                             | 12                            | 51                            |
| 5                             | «Ay mamá»                     | 12                            | 8                             | 6                             | 10                            | 10                            | 46                            |
| 6                             | «Eco»                         | 4                             | 4                             | 10                            | 5                             | 7                             | 30                            |
| 7                             | «Quién lo diría»              | 2                             | 2                             | 2                             | 2                             | 4                             | 12                            |
| 8                             | «Secreto de agua»             | 5                             | 6                             | 8                             | 12                            | 8                             | 39                            |

## Audiències
| Gala        | Data                | Hora  | Espectadors | Quota  |
| ----------- | ------------------- | ----- | ----------- | ------ |
| Semifinal 1 | 26 de gener de 2022 | 22.45 | 1 534 000   | 11,8 % |
| Semifinal 2 | 27 de gener de 2022 | 22.45 | 1 728 000   | 14,2 % |
| Final       | 29 de gener de 2022 | 22.20 | 2 966 000   | 21,0 % |

### Altres
| Gala         | Data               | Hora  | Espectadors | Quota |
| ------------ | ------------------ | ----- | ----------- | ----- |
| BeFest Stars | 4 de gener de 2023 | 22.00 | 701 000     | 5,1%  |

     Líder de la nit.
     Récord d'audiència.

## Palmarès
| Gala                                  | Data          | Presentadors                   | Canal d'emissió | Guanyadors        | Subcampions       | 3rs classificats |
| ------------------------------------- | ------------- | ------------------------------ | --------------- | ----------------- | ----------------- | ---------------- |
| Benidorm Fest 2022: Primera semifinal | Gener de 2022 | Inés HernandAlaskaMáximo Horta | La 1            | Chanel            | Tanxugueiras      | Blanca Paloma    |
| Benidorm Fest 2022: Segona semifinal  | Gener de 2022 | Inés HernandAlaskaMáximo Horta | La 1            | Rigoberta Bandini | Rayden            | Xeinn            |
| Benidorm Fest 2022: Final             | Gener de 2022 | Inés HernandAlaskaMáximo Horta | La 1            | Chanel            | Rigoberta Bandini | Tanxugueiras     |

## Posicionament en llistes
| Data de llançament     | Senzill                | Discogràfica          | Posició en llista | Certificació | Artista           |
| Data de llançament     | Senzill                | Discogràfica          | Espanya           | Certificació | Artista           |
| ---------------------- | ---------------------- | --------------------- | ----------------- | ------------ | ----------------- |
| 24 de desembre de 2021 | «SloMo»                | BMG Rights Management | 1                 | 3×           | Chanel            |
| 23 de desembre de 2021 | «Ay mamá»              | Rigoberta Bandini     | 1                 | 2×           | Rigoberta Bandini |
| 21 de desembre de 2021 | «Terra»                | Calaverita Rècords    | 7                 |              | Tanxugueiras      |
| desembre de 2021       | «Calle de la llorería» | Warner Music          | 59                |              | Rayden            |
| desembre de 2021       | «Raffaella»            | Altafonte Network     | 96                |              | Varry Brava       |

## Controvèrsies

### Retirada de Luna Ki i polèmica per l'ús de l'Auto-Tune
Pocs dies després de la publicació dels artistes seleccionats per a participar en el Benidorm Fest va sortir a la llum una informació que podria desqualificar a una de les participants, Luna Ki, i és que aquesta participant va interpretar el seu tema en un concert celebrat a Barcelona el setembre passat de 2020. Cal recordar que les cançons participants no poden ser publicades abans del setembre de 2021. No obstant això, pocs dies després es va conèixer que RTVE amb el consentiment de la UER optava per no desqualificar a aquesta, amb l'al·legació que aquesta actuació entrava en el marc legal de les candidatures.
Posteriorment, a 3 dies de la primera semifinal —en la qual interpretaria el seu tema actuant en la primera posició—, Luna Ki va anunciar la seva retirada del Benidorm Fest. Aquesta es va deure al fet de no poder utilitzar Auto-Tune al certamen, l'ús del qual està desestimat per la normativa d'Eurovisió.

### Polèmica sobre el jurat i el sistema de votació
Durant el transcurs de la primera semifinal, on hi participaven Tanxugueiras —favorites del públic amb Rigoberta Bandini, segons les enquestes— es va deslligar la primera polèmica en relació amb el jurat triat per RTVE. El trio gallec va quedar en 5a posició segons el criteri del jurat, la qual cosa les deixava directament fora de la final. No obstant això, en obtenir la 1a posició per part del públic en el televot i la 2a posició per part del panell demoscòpic, Tanxugueiras es van alçar amb la 2a posició en la classificació general de la semifinal, de manera que van passar a la final.
En la final del certamen, Tanxugueiras va tornar a situar-se en la 5a posició sota el criteri del jurat, amb una diferència de punts notable respecte a Chanel, que havia quedat en primera posició. No obstant això, van obtenir la primera posició i, per tant, màxima puntuació possible, tant en televot com en el panell demoscòpic, i es van imposar tant a Chanel com a Rigoberta Bandini. Malgrat això, per les característiques del sistema de votació, el grup gallec va quedar en tercera posició i Chanel es va alçar amb la victòria.
En aquest punt, diversos mitjans, fans i treballadors històrics de la mateixa RTVE com Paloma del Río o Xabier Fortes van denunciar un sistema de votació «injust», així com certa premeditació per part del jurat. Segons el sistema de votació establert per RTVE —anunciat 10 dies abans de la final—, el jurat professional votava de manera individual i les puntuacions se sumaven, de manera que hi podia haver grans diferències de punts entre les diferents posicions —és a dir, la puntuació final era proporcional a la puntuació total rebuda pels diferents membres. No obstant això, aquest mateix criteri no s'aplicava per a les puntuacions del televot o del panell demoscòpic, on s'establien puntuacions fixes per a les diferents posicions: 30 punts per a la primera posició, 25 per a la segona, 20 per a la tercera, etc. Per tant, en aquest cas no importava que existís una gran diferència entre els punts rebuts per dos artistes, com sí que ocorria en el cas del jurat. Això va portar a pensar als fans —especialment els de Tanxugueiras i Rigoberta Bandini— que el jurat podria haver atorgat puntuacions més baixes a les candidatures favorites del públic perquè aquestes tinguessin més difícil alçar-se amb la victòria, fet que va recordar l'ocorregut amb Manel Navarro i Mirela en Objetivo Eurovisión 2017.
A aquestes queixes se li sumava el fet que Miryam Benedited, coreògrafa i membre del jurat, hauria treballat anteriorment amb Chanel i que podria existir cert interès, personal o professional, en què aquesta guanyés. No obstant això, Benedited va negar aquestes acusacions en els dies posteriors. Malgrat això, un dels presentadors de la gala, Màxim Huerta, va indicar que havia tingut converses amb els dos membres internacionals del jurat i que aquests estaven molt contents i emocionats amb les actuacions de Tanxuguerias i Rigoberta Bandini, insinuant que eren les seves favorites, «però el vot és individual, si les altres (jurat nacional) les posen molt a baix i voten molt a dalt a unes altres, això es desmunta...», donant a entendre que van ser els membres del jurat nacional els qui van atorgar baixes puntuacions a les favorites del públic.
D'altra banda, es van començar a crear certes sospites sobre la relació d'RTVE amb la discogràfica BMG, propietària al 100 % dels drets de la cançó guanyadora després del canvi en les bases, i el possible interès de la corporació pública en què aquesta fos la cançó guanyadora atesos els comentaris que els seus directius realitzaven off-the-record amb els periodistes. Inclús, es va arribar a dir «la candidatura d'RTVE». L'exconseller i president d'RTVE Josep Manuel Silva va arribar a declarar que probablement el triomf de Chanel era «producte d'un pacte» entre la discogràfica i RTVE.
Aquesta sèrie de sospites relacionades amb presumptes casos de prevaricació i tràfic d'influències en un mitjà públic com RTVE va fer que el Benidorm Fest saltés al pla polític per a demanar una major transparència i aclariments sobre l'ocorregut: la secció sindical de CCOO en RTVE denuncia el sistema de votació i demana «deixar sense efecte» la victòria de Chanel; el BNG i Galícia en comú —integrat en Unides Podem i part del Govern d'Espanya— van registrar consultes en el Congrés dels Diputats a la cúpula directiva d'RTVE; el PP, principal partit de l'oposició, va fer el mateix al Senat.
Durant el cap de setmana, la polèmica va poder veure's en totes les cadenes de televisió, ràdio i altres mitjans de comunicació, que alimentaven les sospites sobre la corporació pública. Això, sumat al descontentament popular que es podia veure especialment en xarxes socials, va fer que RTVE emetés un comunicat defensant el sistema de votació alhora que admetia la controvèrsia i anunciava un diàleg participatiu per a millorar el procés. Tanmateix, això no va aconseguir frenar la polèmica i RTVE va convocar una roda de premsa en la qual va desglossar tant els vots individuals dels jurats (sense noms) com els percentatges de vots rebuts per part del públic en el televot. Pel que fa al televot, destaca el 70,75 % dels vots obtinguts per Tanxugueiras, seguides molt des de lluny per Rigoberta Bandini amb un 18,08 % i Chanel amb menys d'un 4 % —si els punts s'atorguessin de manera proporcional com amb el jurat professional, Tanxugueiras hauria obtingut 94 punts en lloc dels 30 assignats, la qual cosa per a molts va deixar en evidència les manques del sistema. D'altra banda, en el desglossament del jurat professional, va destacar un membre que va atorgar la puntuació mínima a Tanxugueiras, fins i tot per sota de Gonzalo Hermida, qui no va poder actuar en haver donat positiu en COVID-19 i del qual es va visionar un videoclip de la cançó —el jurat no va tenir oportunitat de valorar aspectes com la veu en directe o la posada en escena. A més, un altre membre del jurat va atorgar a Tanxugueiras la penúltima posició (4 punts) i la cinquena posició a Rigoberta Bandini (6 punts), mentre que un altre membre sí que va atorgar bones posicions a totes dues cançons, fet que va fer cobrar força les paraules expressades per Màxim Huerta en relació amb les diferències entre el jurat internacional i nacional. RTVE va defensar en la roda de premsa la professionalitat i independència del jurat.
Igualment, la polèmica victòria de Chanel va motivar atacs cap a la seva persona i assetjament en xarxes socials, per la qual cosa diversos dels artistes participants al Benidorm Fest, incloses Tanxugueiras i Rigoberta Bandini, van demanar respecte per a la guanyadora i prudència amb aquesta mena de comportaments.

## Festival de la Cançó d'Eurovisió 2022
Els dies 10 i 12 de maig de 2022 es van celebrar a Torí les semifinals del Festival de la Cançó d'Eurovisió i, per primera vegada, les dues gales es van retransmetre a Espanya a través del canal principal d'RTVE a pesar que la representant espanyola estigués directament classificada per a la final. Les setmanes prèvies, les diferents cases d'apostes situaven Espanya per primera vegada en molts anys com una de les grans favorites per a guanyar el festival. El 14 de maig es va celebrar la final en el Palasport Olimpico de Torí, on Chanel es va fer amb el tercer lloc, la millor posició d'Espanya en els últims 27 anys, amb 459 punts —a només 7 punts de Regne Unit, que va quedar en segona posició, és la major xifra aconseguida per Espanya en el certamen— i va rebre la màxima puntuació per part del jurat de vuit països —fins a aquest moment, el rècord el tenia Betty Missiego amb 4 dotzes—.